# Chiara Ottaviano
Chiara Ottaviano (Ragusa, 23 febbraio 1955) è una storica italiana, oltre che regista e produttrice cinematografica.

## Biografia
Ha ricevuto il Premio Nazionale Claudio Pavone. La storia come impegno civile nel 2023, anno della prima edizione 
Dopo il conseguimento della laurea in filosofia, presso l'Università degli Studi di Catania, grazie a borse di studio della Fondazione Luigi Einaudi di Torino, ha svolto ricerche sulla storia culturale e sociale in Italia, Inghilterra e Sudafrica.
Ha insegnato, dal 1994 all'Università degli Studi di Torino e successivamente all'Università del Piemonte Orientale. Dal 1996 al 2012 è stata docente di Storia e sociologia della comunicazione di massa presso il Politecnico di Torino.
Con Peppino Ortoleva ha fondato nel 1985 la Cliomedia Officina, società che ha operato nel settore dell'industria culturale allo scopo di unire la ricerca storiografica alla comunicazione del sapere storico presso il più ampio pubblico attraverso i media vecchi e nuovi, e l'ha diretta da sola del 1999 al 2020. Oltre a diversi documentari di storia, Cliomedia ha prodotto il film Terramatta, a partire dall'autobiografia dello scrittore semianalfabeta Vincenzo Rabito, presentato alla 69ª Mostra internazionale d'arte cinematografica di Venezia e vincitore del Nastro d'argento del 2013 per i documentari.
Dal 2000 al 2016 ha avuto la responsabilità con Cliomedia della gestione e valorizzazione dell'Archivio storico Telecom Italia.
Nel 2013 ha ideato e realizzato l'Archivio degli Iblei, un progetto culturale, che insiste nell'area del sud est della Sicilia, il cui portale è un archivio virtuale arricchito da appassionati e ricercatori volontari attraverso la condivisione di documenti (scritti e iconografici) e testi originali.
Ha scritto numerosi saggi di storia e curatele di saggi storici.
A Ravenna, nel giugno 2017, è stata eletta nel Consiglio direttivo dell'Associazione Italiana di Public History (AIPH)  in occasione del primo congresso. Per la medesima associazione aveva partecipato al Comitato promotore e al Comitato Costituente su indicazione della Giunta Centrale per gli Studi storici e dell'IFPH -International Federation for Public History.
Dal 2017 è presidente dell'Associazione Cliomedia Public History.
Nel 2019 ha curato la mostra BVLGARI. La storia, il sogno (BVLGARI The story, the dream), prodotta dal Polo Museale del Lazio (Mibac) e Bvlgari Group, allestita a Roma nelle sedi di Palazzo Venezia e Castel Sant'Angelo (Dal 26 giugno al 3 novembre 2019).
È nel Comitato di direzione della rivista "Memoria e Ricerca" edita da Il Mulino e nell’Advisory Board di “Magazén-International Journal for Digital and Public History” dell’Università Ca’ Foscari di Venezia. Per la medesima università è stata nominata nel 2018-2019 membro dell’International Advisor Board del progetto di eccellenza Venice Centre for Digital and Public Humanities. È fra i soci fondatori della Società italiana di Storia Ambientale- SISam che ha tenuto il suo primo congresso a Catania nel settembre 2022.
A partire dal 2020 con Cliomedia Public History e dal 2021 con Archivio degli Iblei, entrambe Associazione di Promozione Sociale, ha curato progetti di Digital e Public History consultabili sul portale labstoria.it

## Opere principali
- Chiara Ottaviano e Peppino Ortoleva, Cronologia della Storia d'Italia 1815-1990, Novara, DeAgostini, 1991, (nuova edizione con il titolo I giorni della storia d'Italia dal Risorgimento ad oggi, 1995)
- Chiara Ottaviano e Peppino Ortoleva  (a cura di),  Guerra e mass media. Gli strumenti del comunicare in contesto bellico, Napoli, Liguori, 1994
- C. Ottaviano e S. Scaramuzzi, Le famiglie e l'adozione dell'innovazione delle nuove tecnologie della comunicazione. I modelli di consumo e la tradizione degli studi, Venezia, 1997
- Chiara Ottaviano, Mezzi per comunicare. Storia, società e affari dal telegrafo al modem, Torino, Paravia, 1997
- Chiara Ottaviano e Paolo Soddu (a cura di), La politica sui muri. I manifesti politici dell'Italia repubblicana, a, Torino, Rosenberg- Fondazione Gramsci, 2000
- Chiara Ottaviano (a cura di) La banca CRT, storia, patrimonio d'arte, comunicazione d'impresa, Genova, 2002
- Chiara Ottaviano (a cura di), Nuova Storia Universale. I racconti della storia, Torino, Garzanti, 2004-2005 (vol. VI-IX)
- Chiara Ottaviano e G. Dematteis, L'Italia una e diversa, Milano, Touring Editore, 2010
- Chiara Ottaviano, Il telefono tra aspirazioni, costrizioni, nuovi diritti e nuovi mercati, in I consumi della vita quotidiana, a cura di Emanuela Scarpellini, Bologna, Il Mulino, 2013
- Terramatta. Un’autobiografia e un film per raccontare il Novecento in Le fonti audiovisive per la storia e la didattica, a cura di Letizia Cortini, «Annali. Archivio Audiovisivo del Movimento Operaio e Democratico», 16, 2013 (ed. 2014)
- Chiara Ottaviano, From Terra matta to Terramatta; and beyond, in «Journal of Modern Italian Studies», XIX, 3, 2014
- Chiara Ottaviano, Andando al cinema: temi e questioni intorno alla rivoluzione tecnologica di fine millennio, in Studi di storia contemporanea. Società, istituzioni, territori, volume in onore di Paola Corti, a cura di Ornella De Rosa e Donato Verrastro, Padova, Libreria universitaria.it edizioni, 2016
- Chiara Ottaviano, Propaganda e comunicazione politica, in La politica nell’età contemporanea. I nuovi indirizzi della ricerca storica, a cura di Massimo Baioni e Fulvio Conti, Roma, Carocci, 2017
- Chiara Ottaviano, La ‘crisi della storia’ e la Public History, in RiMe (Rivista dell'Istituto di Storia dell'Europa Mediterranea), n. 1/I n. s., dicembre 2017, pp. 41‐56
- Chiara Ottaviano, Dal telefono allo smartphone, in E. Scarpellini e S. Cavazza (a cura di), Storia d'Italia. Annali Vol. 27: I consumi, Torino, Einaudi, 2018
- Chiara Ottaviano, Telecomunicazioni, in Europa Le sfide della scienza, C. Caporale, L. Maffei, V. Marchis, J.C. De Martin (a cura di), Istituto della Enciclopedia Italiana, Roma 2018
- Chiara Ottaviano, Storie negate e carte emerse: il caso dei rom e quello delle persone omosessuali con Cristoforo Magistro, in AIPH 2018 - Book of Abstract, a cura di Enrica Salvatori, realizzazione editoriale a cura del Laboratorio di Cultura Digitale (Università di Pisa), 2019
- Chiara Ottaviano (a cura di), BVLGARI, la storia, il sogno, Rizzoli 2019.Edizione inglese  BVLGARI: The Story, The Dream, Rizzoli New York, 2019
- Chiara Ottaviano, Public History and the “Crisis of History” in Italy: Reflections and Experiences from the Field, in Making History, a cura di Paul Ashton, Tanya Evans, Paula Hamilton, Walter de Gruyter GmbH, Berlin/Boston 2020
- Chiara Ottaviano, Il Touring Club Italiano delle origini. L’«amor di patria» e la modernizzazione del Paese, in L’Italia del Touring Club, 1894-2019. Promozione, tutela e valorizzazione del patrimonio culturale e del paesaggio, “Storia dell’Urbanistica”, a cura di Gemma Belli, Fabio Mangone, Rosa Sessa, Dicembre 2021
- Chiara Ottaviano, Corpi senza nome, nomi senza corpo: dall’invenzione del Milite ignoto ai morti di Covid 19, in AIPH 2020 - Book of Abstract, a cura di Enrica Salvatori, realizzazione editoriale a cura del Laboratorio di Cultura Digitale (Università di Pisa), 2021
- Chiara Ottaviano, Fonti orali e public history in Buone pratiche per la storia orale. Guida all'uso, a cura di Alessandro Casellato, EditPress, Firenze, 2021
- Chiara Ottaviano,Il caso Terra matta: la molteplice vita dell’autobiografia di un “inafabeto” siciliano, “Memoria e Ricerca”, Anno XXX, n.71, 2022
- Chiara Ottaviano, Sconvolgimenti a Gela. Un laboratorio di public history e un documentario, “Zapruder”, n. 64, 2024
- A cura di Arianna Arisi Rota e Chiara Ottaviano Souvenir d’Italie (XVIII-XXI secolo) numero monografico di , “Memoria e Ricerca”, n.2, 2025 . Nello stesso fascicolo: Arianna Arisi Rota, Chiara Ottaviano, Arte, icona e business. Trasformazioni di un dispositivo di ricordo (tras)portabile pp. 209-221; Chiara Ottaviano, Reportage souvenir, pp. 303-312

## Audiovisivi
- Con A. Giannone regia di Gela1943: lo sbarco, produzione Archivio degli Iblei, con Liceo scientifico e Linguistico Elio Vittorini di Gela, 2024. Vincitore come Miglior Progetto dell'anno alla / Conferenza Nazionale dell'AIPH Modena 2024.
- Con G. Fissore regia di A cuore aperto. Dora post industrial park, I.C. Sibilla Aleramo di Torino in partenariato con Cliomedia Public History Iniziativa realizzata nell’ambito del Piano Nazionale Cinema e Immagini per la Scuola promosso da MiC e MIM, 2023
- Con A.Giannone regia di SCONVOLGIMENTI. Gela prima e dopo l’industrializzazione nel racconto dei suoi abitanti, nell’ambito del progetto ReVerse, Università di Catania- Liceo scientifico e linguistico “Elio Vittorini” di Gela.  Produzione Cliomedia Public History, 2022.
- Regia di Raccontateci! Storie del quartiere Vallette e di chi lo abita, un film documentario realizzato attraverso le storie di quartiere e di vita raccolte dagli studenti della scuola media dell’IC Turoldo del quartiere Vallette di Torino. Produzione Piano cinema MIUR e MIBACT, realizzazione Cliomedia Officina e Cliomedia Public History, 2019.
- Negli Iblei. Le donne un mondo non a parte, Cliomedia Officina 2015 di Chiara Ottaviano
- Terramatta, film documentario, Cliomedia Officina e Istituto Luce, regia Costanza Quatriglio 2012. Nastro d'Argento 2013
- La vita quotidiana degli italiani durante il fascismo, Gruner+Jahr/Mondadori, 3 vol. di Chiara Ottaviano 2005/2007
- Il Mezzogiorno e la storia d'Italia,  di Chiara Ottaviano Formez, 1992
- Tute blu. Il Novecento operaio a Torino, Rai3, di Chiara Ottaviano 1987
- Torino laboratorio? A proposito degli ottant'anni dell'Unione Industriale, Rai3, 1986
- Sapere la strada. Storia dell'emigrazione biellese, Rai3,  di Chiara Ottaviao e Bruno Gambarotta1986
- Le trasformazioni del paesaggio italiano dal 1945 ad oggi, Loescher, 1996